# Barrage de Myitsone
Le barrage de Myitsone (birman မြစ်ဆုံ တာတမံ, mjɪʔsʰòuɴ tàtəmàɴ ; lit. barrage de la confluence) est un projet de barrage hydroélectrique sur l'Irrawaddy, dans le nord de la Birmanie. Actuellement suspendu, le projet prévoyait de terminer en 2017 un des vingt plus grands barrages hydroélectriques du monde. Haut de 152 m, il est construit par le gouvernement birman et la compagnie China Power Investment Corporation. On estime qu'il produira entre 3 600 et 6 000 mégawatts d'électricité pour le Yunnan.

## Emplacement
Le barrage est situé à 3,2 km sous la confluence de la Mali et de la N'Mai, environ 42 km au nord de Myitkyina, la capitale de l'État de Kachin.
La source des deux rivières se trouve dans les glaciers de l'Himalaya, aux alentours du 28e degré de latitude nord. La N'Mai, qui coule à l'Est, est la plus importante : elle n'est pas navigable, en raison de forts courants. À l'ouest, la Mali, au contraire, est navigable, malgré quelques rapides.

## Projet
Le barrage de Myitsone est le plus grand d'un ensemble de sept barrages en projet sur l'Irrawaddy, la N'Mai et la Mali. China Power Investment Corporation est l'architecte du projet La production totale de ces barrages doit être de 13 360 mégawatts.
| Emplacement                  | Puissance en MW | Coordonnées                  |
| ---------------------------- | --------------- | ---------------------------- |
| Barrage de Myitsone          | 3600            | 25° 41′ 23″ N, 97° 31′ 04″ E |
| Barrage de Chibwe            | 2000            | 25° 53′ 36″ N, 98° 07′ 49″ E |
| Barrage de Pashe             | 1600            | 26° 29′ 00″ N, 98° 18′ 59″ E |
| Barrage de Lakin             | 1400            | 26° 35′ 45″ N, 98° 24′ 22″ E |
| Barrage de Phizaw            | 1500            |                              |
| Barrage de Kaunglanphu       | 1700            |                              |
| Barrage de Laiza             | 1560            | 26° 32′ 11″ N, 97° 44′ 34″ E |
| Barrage de la rivière Chibwe | 65              | 25° 53′ 40″ N, 98° 08′ 40″ E |
| Total                        | 13 360          |                              |

L'électricité du barrage de Myitsone est principalement destinée à China Southern Power Grid, par l'intermédiaire de sa filiale Yunnan Power Grid Company, au Yunnan, et de là aux régions côtières de la Chine, grosses consommatrices d'énergie, selon la politique du Gouvernement central de « Transmission d'Ouest en Est »,. Le projet procède d'un accord signé fin 2006 entre l'entreprise publique China Power Investment Corporation (CPI) et le Ministère birman de l'énergie. La construction du barrage et de son réservoir est sous la responsabilité du gouvernement birman, en coopération avec China Southern Power Grid et plusieurs sous-traitants.
Le 16 juin 2009, l'ambassadeur birman Thein Lwin et le président de China Power Investment Corporation Lu Qizhou ont signé un accord entre le Département birman du développement hydroélectrique et China Power Investment Corporation pour le développement, l'exploitation et le transfert des projets hydroélectriques de  Maykha, Malikha et du bassin supérieur de l'Irrawaddy.
Le principal sous-traitant est Asia World Company, fondée par l'ancien trafiquant de drogues Lo Hsing Han et maintenant dirigée par son fils Tun Myint Naing (Steven Law), une des cibles des sanctions internationales contre le régime birman.
Parmi les autres contractants, on trouve Yunnan Machinery Equipment Import & Export Company, et au moins une entreprise japonaise, Kansai Electric Power Company.

## Conception
Il s'agit d'un barrage en remblai en enrochement, haut et large de 152 m et destiné à produire 3 600 mégawatts (MW) à partir de 2017. Cela correspond à 16 % des 22 500 MW du barrage des Trois-Gorges, le plus gros barrage hydroélectrique du monde.
En outre, l'eau du réservoir doit irriguer une gigantesque plantation dans la vallée de Hukawng, une zone comprenant la réserve naturelle de Hukawng, la plus grande réserve mondiale pour le tigre du Bengale et la plus grande zone protégée d'Asie du Sud-Est continentale. L'installation de cette plantation se fera au détriment des populations indigènes, de la faune locale et de l'environnement.

## Préliminaires
En 2002, l‘Irawaddy Myitsone Dam Multipurpose Water Utilization Project a été lancé par Myanmar Electrical Power Enterprise et le ministère birman de l'agriculture et de l'irrigation. La société japonaise Kansai Electric Power Company (KEPCO) construisit une petite station météorologique dans le village de Tang Hpre, près de la confluence. Une équipe de KEPCO vint deux fois sur place en  2003. En février 2004, les sociétés chinoises Yunnan Machinery Equipment Import & Export Company (YMEC) et Kunming Hydropower Institute of Design, étudièrent le site envisagé pour le barrage. En novembre 2005, YMEC et le ministère birman de l'électricité signèrent un accord à Kunming pour le développement en coopération du bassin versant de la N'Mai.
En août 2006, la compagnie de système d'information géographique birmane Suntac Technologies Co. Ltd. installa un bureau au monastère de Tang Hpre et étudia à son tour le site. Ils installèrent un camp temporaire dans le village de Washawng pour faciliter le transport du matériel de Yunnan Machinery Equipment Import & Export Company. En octobre, Asia World Company construisit un camp sur une colline au-dessus du site, à 4,8 km de la confluence. Quand celui-ci fut achevé, des ingénieurs chinois s'y installèrent pour poursuivre cinq mois durant les études. En décembre, le ministère birman de l'électricité et China Power Investment Corporation signèrent un memorandum pour un barrage de 3 600 MW à Myitsone et un de 2 000 MW à Chibwe. Asia World Company était également représenté à la cérémonie.
En janvier 2007, le Changjiang Design Institute of China envoya plusieurs groupes faire des forages géologiques, des études du futur lac et des mesures hydrogéologiques à proximité du site En avril eut lieu la cérémonie du premier coup de pelle d'un petit barrage de 65 kW sur la rivière Chibwe, destiné à fournir l'énergie pour la construction des barrages de Myitsone et Chibwe. En mai, le journal New Light of Myanmar a rapporté que le ministère birman de l'énergie et China Power Investment Corporation (CPI) construiraient sept barrages hydroélectriques sur la Mali, la N'Mai et l'Irawaddy. Le bureau de supervision du projet a ouvert officiellement le premier mai à Myitkyina. Fin 2007, le 121e bataillon d'infanterie légère birmane a été déplacé dans la région de Myitsone pour assurer la sécurité du chantier. Il s'est installé dans la bibliothèque du village de Tang Hpre, à 5 km du site, plutôt que dans le camp préparé pour lui à proximité. Les soldats ont racketté les marchands et se sont servis dans leurs boutiques, volant aussi des légumes, des porcs et de la volaille aux paysans,. En janvier 2008, une vingtaine d'ingénieurs chinois et quelques ingénieurs birmans travaillaient sur le site, plus environ 300 ouvriers d'Asia World Company. 
En octobre 2009, environ 2 000 ouvriers chinois étaient employés par Asia World Company à l'exploitation forestière, la recherche d'or et le creusement de tunnels sur le site : ils avaient été amenés de nuit par petit groupes depuis la frontière chinoise.
En novembre 2009, une centaine d'éléphants ont été réquisitionnés par Asia World Company pour le transport des grumes à proximité du site du barrage. Le 21 décembre, la cérémonie officielle de lancement du chantier du barrage a eu lieu en présence de représentants de l'armée birmane, de China Power Investment Corporation et d'Asia World Company,.

## Impact
Si le barrage est terminé, son réservoir couvrira 766 km2, engloutissant 47 villages et déplaçant plus de 10 000 Kachins qui y vivent. L'importante présence militaire, les transferts de population, la déforestation et l'inondation vont de pair avec la construction. Le barrage submergera aussi des temples, des églises et des sites culturels importants pour les Kachins. Leur héritage culturel et historique dans la région sera dévasté(photo).
Des routes seront aussi englouties, ce qui aura un impact sur toute la population de la région, des terres agricoles disparaîtront, ainsi que certaines espèces de poissons qui ne pourront plus remonter le fleuve. Le Kachin Development Networking Group, un réseau de groupes de la société civile et d'organisations de l'État de Kachin avertit que cela appauvrira certainement les pêcheurs (photo). Le dauphin de l'Irrawaddy, une espèce déjà en voie de disparition, verra sa survie menacée.
Comme les autres grands barrages, celui de Myitsone modifiera les caractéristiques hydrologiques du fleuve, empêchant les riches alluvions himalayennes d'atteindre les régions de plaines en aval, qui leur doivent une grande partie de leur productivité agricole. Cela pourrait avoir un impact jusque dans le delta du fleuve, la principale région productrice de riz de la Birmanie.
Les questions écologiques se concentrent sur l'inondation d'une zone considérée comme la limite entre le point chaud de biodiversité Indo-birman et celui des Montagnes de la Chine Occidentale. La confluence de la Mali et de la N'mai se trouve dans les forêts pluviales Mizoram-Manipur-Kachin, ajoutées par le World Wide Fund for Nature à sa liste des régions à la biodiversité exceptionnelle.
En matière de santé publique, les impacts directs anticipés sont l'augmentation de l'incidence de la malaria et de la bilharziose et l'empoisonnement par le méthylmercure des mines d'or submergées.

## Opposition

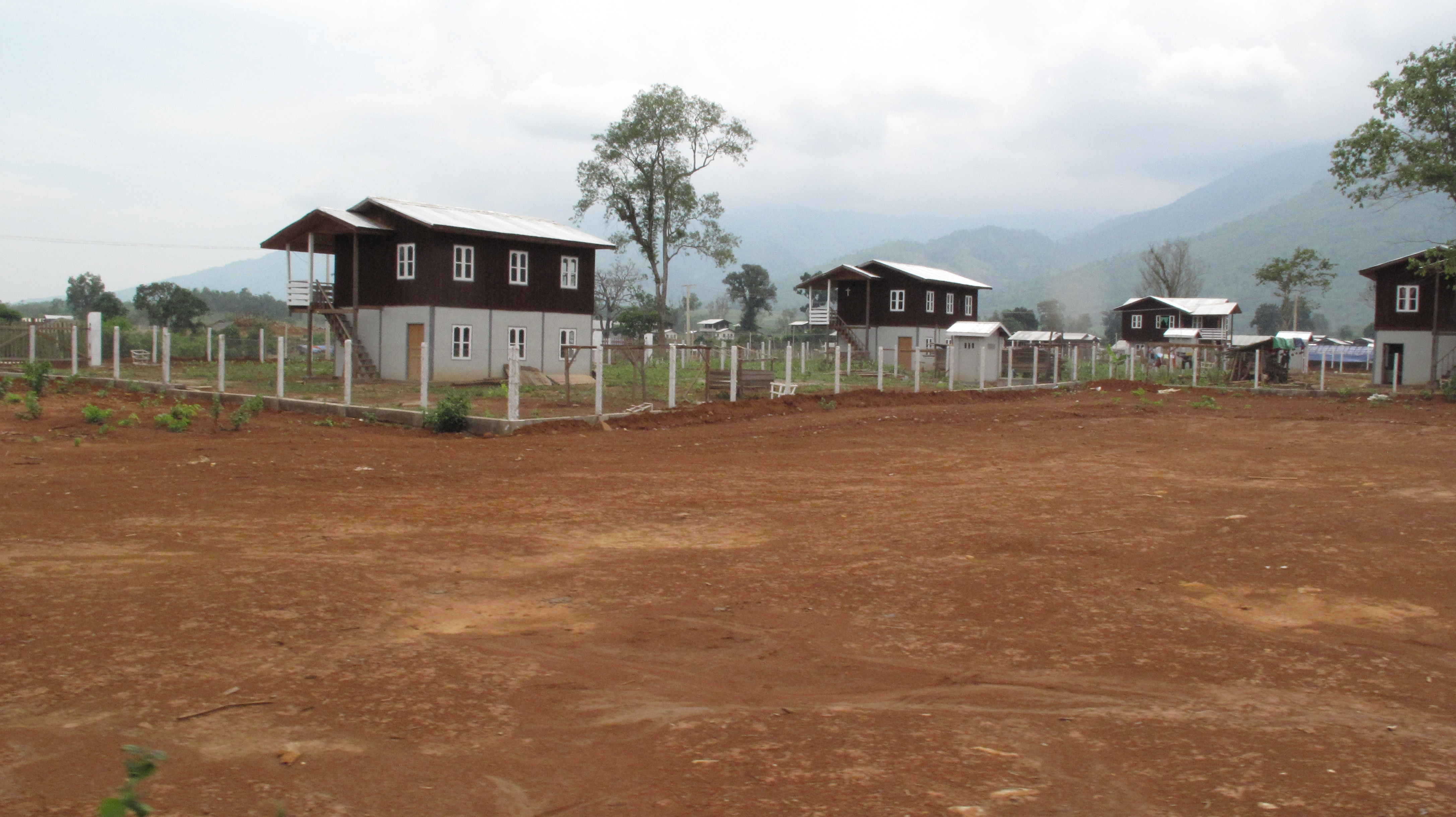
Le nouveau village de Tang Hpre après son déplacement (mai 2011).

En février 2004, les villageois de Tang Hpre ont envoyé une lettre aux principales organisations Kachin. En plus des impacts environnementaux, du déplacement des communautés et des menaces pour leurs sites culturels, les habitants s'opposent au projet parce qu'il se trouve à moins de 100 km de la faille de Sagaing, entre les plaques tectoniques eurasienne et indienne, ce qui menace les habitants du bassin si un séisme fragilise le barrage ou provoque un glissement de terrain dans le lac. Si le barrage de Myitsone était détruit par un tremblement de terre, plusieurs centaines de milliers de personnes en aval seraient en danger (Myitkyina, la plus grande ville de l'État, n'est qu'à 40 km). Des séismes récents, comme celui du 20 août 2008 près de la frontière sino-birmane (d'une magnitude de 5,3 sur l'échelle de Richter) ont incité Naw Lar, coordinateur du Kachin Development Networking Group (KNG) dam research project, à demander à la junte de reconsidérer ses projets
En mai 2007, 12 représentants de l'État de Kachin ont envoyé une lettre au général Than Shwe et au ministère de l'électricité pour demander que le projet soit retardé. En décembre, le Burma Rivers Network a envoyé une lettre au gouvernement chinois pour demander que les compagnies chinoises opérant en Birmanie effectuent des études d'impact environnemental et social, publient leurs informations et intègre les communautés concernées dans leurs processus de décision. Aucune de ces lettres n'a reçu de réponse.
Le 5 février 2010, la Kachin National Organization (KNO, basée à Londres) a protesté contre la construction du barrage devant les ambassades de Birmanie au Royaume-Uni, au Japon, en Australie et aux États-Unis (cette date était le 49e anniversaire de la création de l'Armée Kachin pour l'indépendance (KIA), la branche militaire de l'Organisation Kachin pour l'Indépendance (KIO).
La poursuite des travaux a provoqué la colère de milliers d'habitants  déplacés de force dans des zones sans ressources et la KIA a repris les combats en juin 2011 après dix-sept ans de cessez-le-feu. Dans une lettre adressée le 26 septembre au secrétaire général de l’ONU, les indépendantistes Kachin ont demandé l'intervention de la communauté internationale, cependant que l'opposition au barrage se généralisait dans la région et mobilisait les opposants politiques dont Aung San Suu Kyi, qui a publié un  manifeste « Sauvez l’lrrawaddy » .
Le 30 septembre 2011, contre toute attente, le président Thein Sein a annoncé au Parlement la suspension de la construction du barrage, afin de « respecter la volonté du peuple », ajoutant toutefois : « du moins sous sa forme actuelle ».
Le projet restait cependant une priorité pour le gouvernement chinois, qui a exercé des pressions pour sa reprise. En 2016, Aung San Suu Kyi, alors ministre des Affaires étrangères et chef de facto du gouvernement birman, a mis en place une commission d’enquête sur le projet. Après le coup d’État militaire de 2021, la junte envisage de relancer les travaux malgré les conflits persistants dans l'État de Kachin. En avril 2024, un nouveau comité a été annoncé pour étudier la faisabilité du projet, la Chine proposant une réduction de la hauteur du barrage pour atténuer les risques qui y sont associés.

### Sources
- Kachin National Organization sent a protest letter to His Excellency Hu Jintao, President of the People's Republic of China « Letter to His Excellency Hu Jintao »
- Map of detailed project layout, see: page A-10 of "Resisting the Flood"
- Kachins plea to China over the Myitsone Dam Press Release 3-3-2010
- Video recording du 5 février 2010 : protest at the Burmese Embassy in London
- Map of Sagaing Fault Line in an earthquake-prone area